# Salamandrinae
Salamandrinae Goldfuss, 1820 è una sottofamiglia di anfibi urodeli della famiglia Salamandridae.

## Tassonomia
La sottofamiglia Salamandrinae comprende 19 specie in 4 generi:
- Genere Chioglossa Bocage, 1864
  - Chioglossa lusitanica Bocage, 1864
- Genere Lyciasalamandra Veith and Steinfartz, 2004
  - Lyciasalamandra anatlyana (Basoglu and Baran, 1976)
  - Lyciasalamandra arikani Göçmen and Akman, 2012
  - Lyciasalamandra atifi (Basoglu, 1967)
  - Lyciasalamandra billae (Franzen and Klewen, 1987)
  - Lyciasalamandra fazilae (Basoglu and Atatür, 1974)
  - Lyciasalamandra flavimembris (Mutz and Steinfartz, 1995)
  - Lyciasalamandra helverseni (Pieper, 1963)
  - Lyciasalamandra irfani Göçmen, Arikan, and Yalçinkaya, 2011
  - Lyciasalamandra luschani (Steindachner, 1891)
  - Lyciasalamandra yehudahi Göçmen and Akman, 2012
- Genere Mertensiella Wolterstorff, 1925
  - Mertensiella caucasica (Waga, 1876)
- Genere Salamandra Garsault, 1764
  - Salamandra algira Bedriaga, 1883
  - Salamandra atra Laurenti, 1768
  - Salamandra corsica Savi, 1838
  - Salamandra infraimmaculata (Martens, 1885)
  - Salamandra lanzai Nascetti, Andreone, Capula, and Bullini, 1988
  - Salamandra longirostris Joger and Steinfartz, 1994
  - Salamandra salamandra (Linnaeus, 1758)

### Specie presenti in Italia

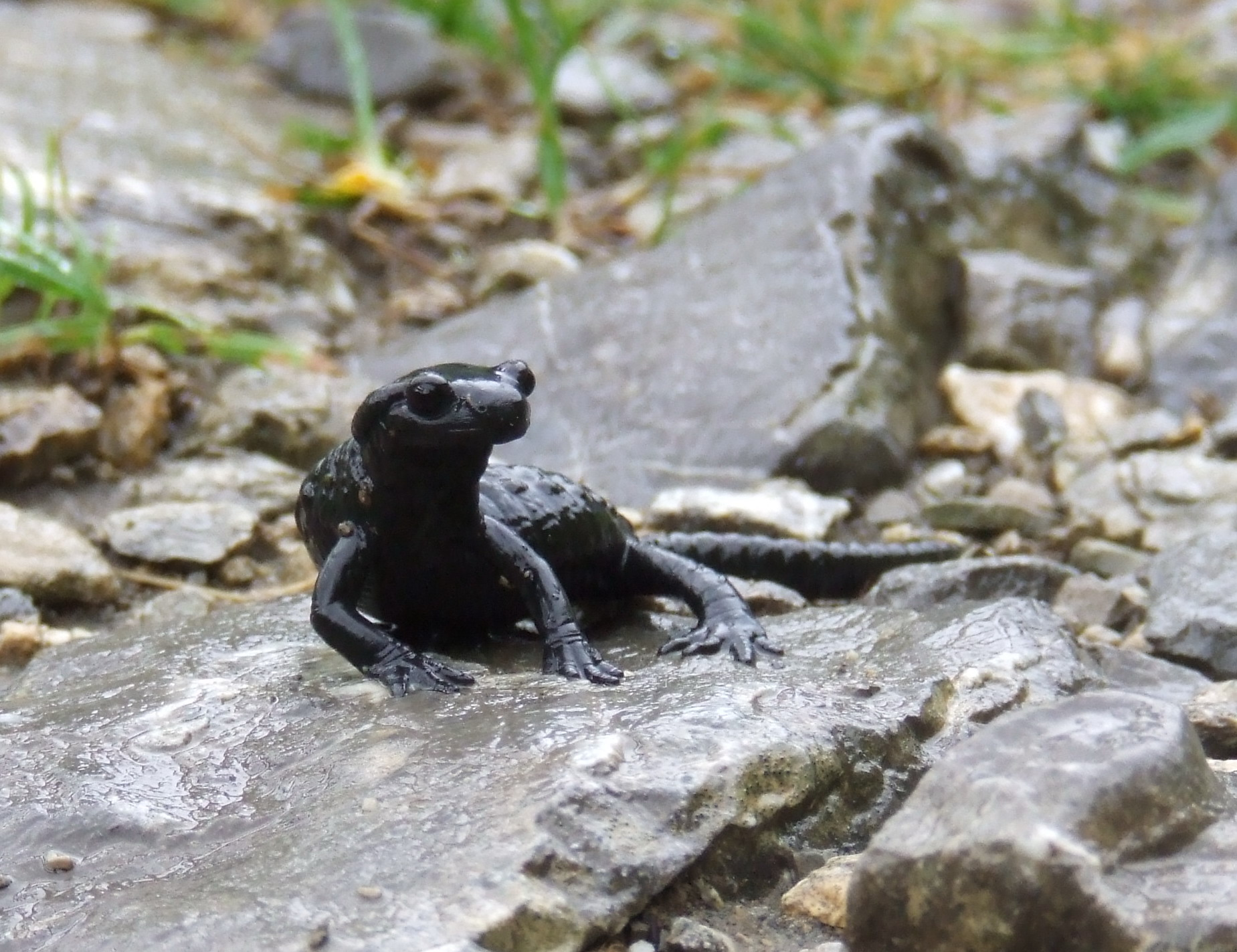
Salamandra atra
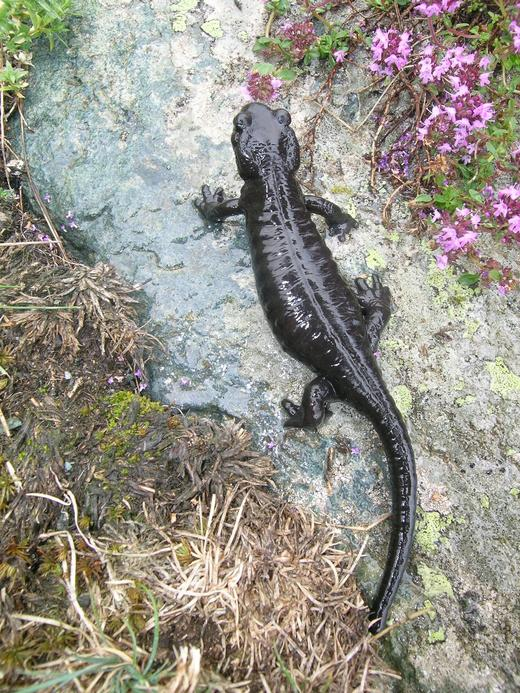
Salamandra lanzai
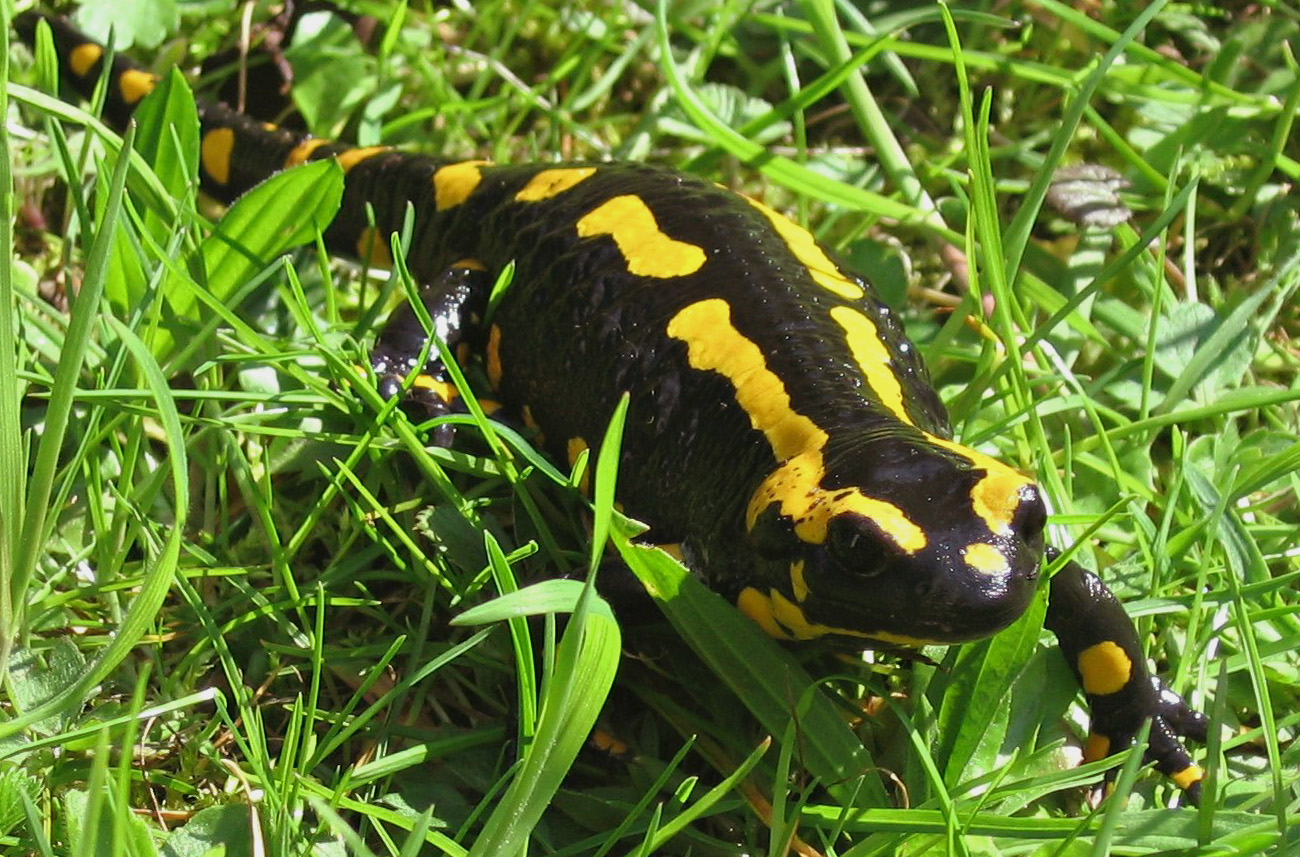
Salamandra salamandra